# Aimi Kawashima
Pour les articles homonymes, voir Kawashima.
Aimi Kawashima (川島 亜依美, Kawashima Aimi) est une joueuse de volley-ball japonaise née le 15 avril 1990 à Gōdo (Préfecture de Gifu). Elle mesure 1,81 m et joue au poste de centrale. Elle totalise 14 sélections en équipe du Japon.

## Clubs
| Club                          | De        | À         |
| ----------------------------- | --------- | --------- |
| Kyushubunkagakuen High School | 2006-2007 | 2008-2009 |
| Okayama Seagulls              | 2009-2010 | …         |

## Palmarès
- Coupe de l'impératrice
  - Finaliste : 2013.
- V Première Ligue
  - Finaliste : 2014, 2020.